# Stacja Poddębice
Stacja Poddębice (do 2008 Poddębice) – osada w Polsce położona w województwie łódzkim, w powiecie poddębickim, w gminie Poddębice.
W latach 1975–1998 miejscowość położona była w województwie sieradzkim.